# Governador Valadares (gemeente)
Governador Valadares is een gemeente in de Braziliaanse deelstaat Minas Gerais. De gemeente telt 
257.172 inwoners (schatting 2022).

## Geografie

### Aangrenzende gemeenten
De gemeente grenst aan Açucena, Alpercata, Coroaci, Divino das Laranjeiras, Fernandes Tourinho, Frei Inocêncio, Galileia, Jampruca, Marilac, Mathias Lobato, Nova Módica, Periquito, Santa Efigênia de Minas, São Geraldo da Piedade, Sardoá en Tumiritinga.

### Hydrografie
De stad Governador Valadares ligt aan de rivier de Doce. De rivieren de Corrente, Suaçuí Grande en Suaçuí Pequeno monden in de gemeente uit in de Doce. De Corrente en de Doce vormen samen een deel van de zuidelijke gemeentegrens.

### Beschermd gebied
- Monumento Natural Estadual Pico do Ibituruna

## Verkeer en vervoer

### Wegen
Governador Valadares is via de hoofdweg BR-116 verbonden met Fortaleza in het noorden en met Jaguarão in het zuiden. De BR-259 en BR-381 verbinden de stad in westelijke richting en samen als BR-259/381 in oostelijke richting.

### Spoor
De stad is via het spoor vanuit oostelijke en westelijke richting te bereiken.

### Luchtwegen
Naast de plaats ligt de luchthaven Aeroporto de Governador Valadares.

## Geboren
- Nilton Pereira Mendes (1976-2006), voetballer